# Luz Méndez de la Vega
Luz Méndez de la Vega, née le 2 septembre 1919 dans le département de Retalhuleu au Guatemala, morte le 8 mars 2012, est une écrivaine féministe guatémaltèque, journaliste, poète, universitaire et actrice.
En tant qu'universitaire, elle se concentre sur la recherche et la préservation de l'œuvre des écrivaines coloniales guatémaltèques. Elle remporte le prix le plus élevé du Guatemala pour la littérature, le prix national de littérature Miguel Ángel Asturias et la médaille chilienne Pablo Neruda, parmi de nombreux autres prix littéraires reçus tout au long de sa carrière.

## Biographie
Luz Méndez de la Vega naît le 2 septembre 1919 à Retalhuleu, au Guatemala. Elle est la fille de José Méndez Valle et de Susana de la Vega. Son père, qui est médecin, mais aussi engagé en politique, a été contraint en 1921 à l'exil avec sa famille.
Ils fuient au Mexique, près de Tapachula dans l'État de Chiapas, où Luz Méndez commence à fréquenter l'école à l'âge de quatre ans. Sa famille voudrait qu'elle aille dans une école religieuse, mais ce n'est pas possible à cette époque au Mexique ; elle est alors envoyée dans une école conventuelle au Salvador, où elle découvre la littérature pour la première fois vers l'âge de neuf ou dix ans. Lorsque la famille revient au Guatemala, elle y fréquente l'Instituto Belén qui est l'école des enseignants ; elle y obtient un certificat d'enseignement et elle étudie simultanément au lycée français de la ville, obtenant un diplôme en français. Elle termine ses études à dix-sept ans et au lieu de poursuivre des études universitaires, Luz Méndez se marie et elle a son premier enfant à vingt ans.
Elle commence à participer aux œuvres caritatives avec María de Árbenz, au service auxiliaire de la protection sociale ; elle est sollicitée par José Castañeda pour écrire sur son travail pour les journaux. Elle commence sa carrière de journaliste en écrivant pour le journal El Imparcial, puis en gérant la page culturelle de La Hora et en y écrivant. Elle rejoint l'Association des journalistes du Guatemala, et elle publie de nombreux articles dans La Nación, dans El Gráfico, dans Siglo Veintiuno et dans Prensa Libre tout au long de sa vie.
Elle décide en 1944 de reprendre ses études, et elle obtient un baccalauréat ès arts de l'université de San Carlos de Guatemala et un doctorat en littérature à l'Université Complutense de Madrid, en Espagne. À la fin de ses études, elle a travaille comme professeur à l'Université de San Carlos et comme chargée de recherches. Elle travaille sur des thèmes féministes et plus précisément, elle cherche à sauver les travaux des écrivains féministes du passé colonial du Guatemala. Pendant son séjour à l'université, le gouvernement militaire prend les intellectuels pour cible, et à plusieurs reprises, Luz Méndez doit fuir la police et les fusillades pour échapper aux incidents de tir. Plus tard, elle est également professeur à l'Université Rafael Landívar de Guatemala City.
Luz Méndez fonde en 1955, avec plusieurs compagnons, le Grupo Artístico de Escenificación Moderna (GADEM, Groupe artistique de la mise en scène moderne), pour donner aux dramaturges contemporains la possibilité que leurs pièces soient interprétées. Elle devient une actrice accomplie, et son groupe met en scène chaque année de nouvelles pièces. Au cours des années 1970, la dictature militaire réprime et interdit les artistes. Deux groupes se forment alors, "La Moira", composée principalement d'étudiants et d'enseignants avec un accent sur le théâtre et "Rin-78", composé d'écrivains, pour donner aux artistes des lieux d'expression. Luz Méndez est membre de ces deux groupes.
Elle-même écrit de nombreux poèmes, articles et livres, ainsi que des critiques littéraires. Parmi ses œuvres les plus importantes figurent "Eva sin Dios" (1979), "Poetisas desmitificadoras guatemaltecas" (1994) et La amada y perseguida Sor Juana Inés de Maldonado y Paz (2002).
Dans Las voces silenciadas (poema feminista), elle écrit sur la façon dont la violence, la terreur, l'injustice et les misères de la guerre civile guatémaltèque, qui, bien qu'elle ne soit pas une guerre officielle, a dévasté la vie des femmes de 1962 à 1996 et comment le patriarcat et le silence forcé ont réprimé les femmes guatémaltèques et leurs concepts d'identité et d'image. Son œuvre de 2002, Mujer, desnudez y palabras est considérée si importante qu'un documentaire du même nom est publié au 7e Congrès national des écrivains au Guatemala en 2006, et qu'en 2008, elle reçoit la médaille émérite de chercheur scientifique de l'Institut de Études de littérature nationale de la Faculté des sciences humaines et de l'Institut de la femme à l'université de San Carlos.
Elle est nommée membre de l'Académie guatémaltèque de la langue, l'académie nationale associée avec l'Académie royale espagnole de la langue.
Luz Méndez meurt lors de la Journée internationale de la femme, le 8 mars 2012 à Guatemala City, au Guatemala. Elle est enterrée au cimetière général du Guatemala.

## Prix
- Deuxième prix de l'APG Bernal Díaz del Castillo-Rama Crónica [2], 1977.
- Premier Prix de l'APG Bernal Díaz del Castillo-Rama Crónica, 1978.
- Membre de l'Ordre de Dolores Bedoya de Molina, 1981.
- Médaille du mérite artistique APG Cruz, 1981.
- Deuxième prix de l'APG Bernal Díaz del Castillo-Rama Crónica, 1982.
- Premier Prix de la Poesía en el Certamen Permanente Centroamericana pour De las palabras y la sombra, 1983.
- Trophée Opus de las Artes — Teatro, 1991.
- Médaille du Bureau national de la femme, 1992.
- Médaille du magazine national Dante Alighieri Society, 1994.
- Prix national de littérature Miguel Ángel Asturies, 1994[5].
- Médaille de l'Ordre de Vicenta Laparra de la Cerda, 1998.
- Médaille de l'Ordre d'Ixmukané, 2003.
- Médaille Pablo Neruda, Chili, 2004[9].
- Médaille émérite du chercheur scientifique, 2008.
- Médaille du citoyen méritoire FLACSO, décernée à titre posthume, 2012.

## Principales œuvres

### Essais
- Estética y poesía de Petrarca, Guatemala, Universidad de San Carlos de Guatemala, 1974.
- El Señor Presidente y Tirano Banderas, Guatemala, Universidad de San Carlos de Guatemala Facultad de Humanidades, 1977.
- Caraterísticas del estilo de Galdós y su influjo en la novela guatemalteca, Guatemala, Universidad de San Carlos de Guatemala Facultad de Humanidades, 1978.
- Flor de varia poesía: poetas humanistas, Guatemala, Editorial José de Pineda Ibarra, 1978.
- Aproximación a dos mundos: Quevedo-Bécquer, Guatemala, Universidad de San Carlos de Guatemala Facultad de Humanidades, 1979.
- La poesía de Eugenio Montale, Guatemala, Universidad de San Carlos de Guatemala Facultad de Humanidades, 1979.
- Eva sin Dios 1979, Guatemala, Editorial Marroquín, 1979.
- Tríptico: Tiempo de amor, tiempo de llanto y desamor, Guatemala, Editorial Marroquín, 1980.
- Lenguaje, religión y literaura como deformadores de la mujer y la cultura, Guatemala, Editorial Universitaria, 1980.
- De las palabras y la sombra, Guatemala, Talleres Gráficas de Serviprensa Centroamericana, 1984.
- Poetisas desmitificadoras guatemaltecas (antología), Guatemala, Tipografía Nacional, 1984.
- Las voces silenciadas (poema feminista), Guatemala, Editorial RIN-78, 1985.
- La poesia del grupo, Guatemala, Editorial RIN-78, 1986.
- Tres rostros de mujer en soledad: monólogos importunos, Guatemala, Editorial Artemis-Edinter, 1991.
- Antología poética, Guatemala, Editorial Artemis-Edinter, 1994.
- Guatemala - arte contemporáneo: (50 años de arte en Guatemala) (avec Roberto Cabrera), Guatemala, G & T Foundation, 1997.
- Helénicas, Guatemala, Artemis & Edinter, 1998.
- Toque de queda : poesía bajo el terror, 1969-1999, Guatemala, Artemis & Edinter, 1999.
- Mujer, desnudez y palabras, Guatemala, Artemis & Edinter, 2002.
- El amor en la poesía inédita colonial centroamericana: según los Ms. del Archivo General de Centroamérica, Guatemala, Universidad Rafael Landívar, 2002.
- La amada y perseguida Sor Juana Inés de Maldonado y Paz, Guatemala, Universidad Rafael Landívar, 2002.
- Guatemala: una aproximacion a las luchas sociales del 2007 (Simona V Yagenova), Guatemala, Flacso Guatemala, 2008.
- Frágil como el amor, Guatemala, Artemis Edinter, 2008.
- Ligera y diáfana: poesía completa, Guatemala, Editorial Cultura, 2011.
- Saint-Exupéry: secretos de amor y de guerra en El principito, avec Sonia Asturias de Plihal, Guatemala, Editorial Universitaria, publication posthume en 2013.

### Pièces de théâtre
- Monólogos Inoportunos[5], 1991.
- Tres Rostros de Mujer en Soledad, 1991.

## Crédit d'auteurs
- (en) Cet article est partiellement ou en totalité issu de l’article de Wikipédia en anglais intitulé « Luz Méndez de la Vega » (voir la liste des auteurs).